# Lechytia leleupi
Lechytia leleupi es una especie de arácnido del orden Pseudoscorpionida de la familia Lechytiidae.

## Distribución geográfica
Se encuentra en la República Democrática del Congo.